# Israelische Regierung
Die Regierung (offiziell: hebräisch ממשלת ישראל Memschelet Jisra'el), auch Kabinett genannt, ist in Israel ein Staatsorgan und übt die Exekutivgewalt aus. Sie besteht aus einem Ministerpräsidenten sowie mehreren Ministern und ist vom Vertrauen des israelischen Parlaments, der Knesset, abhängig. Sitz der Regierung ist Jerusalem. Sie trifft sich unter dem Vorsitz des Ministerpräsidenten regelmäßig am Jom Rischon, dem ersten Tag einer jüdischen Woche. Aktuelle Regierung ist seit 29. Dezember 2022 das Kabinett Netanjahu VI, das das seit Juni 2021 amtierende Kabinett Bennett-Lapid abgelöst hat.
Die Regierung und ihre Organisation beruht größtenteils auf dem israelischen Grundgesetz: Die Regierung, das erstmals am 13. August 1968 von der Knesset beschlossen und seitdem mehrfach geändert wurde.

## Organisation

### Regierungsmitglieder
Der Ministerpräsident, auch Premierminister genannt, (hebräisch ראש הממשלה Rosch haMemschala, „Oberhaupt der Regierung“) leitet die Geschäfte der Regierung. Er ist damit der Regierungschef. Im parlamentarischen Regierungssystem Israels muss der Ministerpräsident zugleich ein Abgeordneter der Knesset sein. Neben dem Ministerpräsidenten kann es einen stellvertretenden Ministerpräsidenten (hebräisch סגן ראש הממשלה, Segan Rosch HaMemschala, „stellvertretendes Oberhaupt der Regierung“) oder auch mehrere stellvertretende Ministerpräsidenten geben, wobei es sich dabei aber eher um einen Ehrentitel handelt.
Die Minister müssen keine Abgeordneten der Knesset sein. Ihnen wird grundsätzlich ein Ressort zugeordnet, das sie in Verantwortung gegenüber dem Ministerpräsidenten leiten. Es darf aber auch Minister ohne Geschäftsbereich geben. Die Amtszeit eines Ministers endet, wenn er zurücktritt oder der Ministerpräsident ihn mit einer Frist von 48 Stunden entlässt. Auf Vorschlag des Ministerpräsidenten kann die Regierung neue Minister kooptieren bzw. ernennen; neue Minister können ihr Amt erst nach Zustimmung der Knesset antreten.

### Regierungsbildung
Der israelische Staatspräsident beauftragt nach Neuwahl der Knesset einen Abgeordneten, meist den Vorsitzenden einer Partei, mit der Regierungsbildung. Dabei wählt er denjenigen aus, der am ehesten in der Lage ist, erfolgreich eine Regierung zu bilden.
Der Abgeordnete hat 28 Tage Zeit für die Regierungsbildung, wobei der Staatspräsident ihm weitere 14 Tage erlauben kann. Teilt der Abgeordnete dem Staatspräsidenten mit, dass die Regierungsbildung erfolgreich war, so muss die vorgeschlagene Regierung der Knesset präsentiert werden. Die Regierung kommt zustande, wenn die Knesset ihr innerhalb von sieben Tagen das Vertrauen ausspricht.
Gelingt die Regierungsbildung durch den Abgeordneten nicht oder lehnt die Knesset die vorgeschlagene Regierung ab, kann der Staatspräsident einen anderen Abgeordneten beauftragen. Die Knesset kann in einigen Fällen verlangen, dass ein bestimmter Abgeordneter beauftragt wird. Kommt nach einer Neuwahl der Knesset endgültig keine neue Regierung zustande, wird die Knesset für eine weitere Neuwahl aufgelöst.
Die Regierungsbildung kann jederzeit durch die Knesset abgebrochen werden, indem sich die Knesset selbst auflöst.

### Vertrauen der Knesset
Die Regierung ist der Knesset gegenüber gemeinsam verantwortlich und hängt damit von ihrem Vertrauen ab. Dieses Vertrauen hat die Knesset der Regierung während der Regierungsbildung ausgesprochen.
Die Knesset kann der Regierung das Vertrauen nur entziehen, indem sie ein konstruktives Misstrauensvotum beschließt, das dem Staatspräsidenten einen bestimmten Abgeordneten für eine neue Regierungsbildung vorschlägt. Scheitert dieser Abgeordnete bei der Regierungsbildung, so wird die Knesset aufgelöst.
Andererseits kann der Ministerpräsident die Knesset mit Zustimmung des Staatspräsidenten auflösen, wenn er bezweifelt, dass die Knesset weiterhin Vertrauen in die Regierung hat. Eine solche Auflösung kann verhindert werden, indem die Knesset dem Staatspräsidenten innerhalb von 21 Tagen einen Abgeordneten für eine neue Regierungsbildung vorschlägt und dieser Abgeordnete Erfolg hat.

### Rotationsregierung
Seit der Bildung des Kabinettes Netanjahu V im Jahr 2020 gibt es die verfassungsmäßige Möglichkeit einer Rotationsregierung. Dabei handelt es sich um eine Regierung, in der der Ministerpräsident und der alternierende Ministerpräsident (offiziell: hebräisch ראש הממשלה החליפי Rosch haMemschela haChalifi, „wechselndes Oberhaupt der Regierung“) nach einer bestimmten Amtszeit ihre Positionen wechseln. Außerdem geht das Amt des Ministerpräsidenten im Falle seines vorzeitigen Rücktritts automatisch (und nicht nur kommissarisch) auf den alternierenden Ministerpräsidenten über. Auch leiten der Ministerpräsident und der alternierende Ministerpräsident die Regierung teilweise gemeinsam.
In einer Rotationsregierung werden die einzelnen Minister entweder dem Ministerpräsidenten oder dem alternierenden Ministerpräsidenten zugeordnet und sind diesem gegenüber verantwortlich. Der Ministerpräsident kann Minister, die dem alternierenden Ministerpräsidenten zugeordnet sind, nur mit dessen Zustimmung entlassen. Der alternierende Ministerpräsident hat die Kompetenz, die ihm zugeordneten Minister eigenständig zu entlassen.

## Regierungen seit der Staatsgründung
Seit der Ausrufung der Unabhängigkeit Israels wurden bisher 36 Regierungen gebildet. Die größte Anzahl an Regierungsbildungen hat David Ben-Gurion mit neun (inklusive Provisorische Regierung), gefolgt von Jitzchak Schamir mit vier, gefolgt von Golda Meir, Levi Eschkol und Benjamin Netanjahu mit jeweils drei. Es folgen Jitzchak Rabin, Menachem Begin, Schimon Peres und Ariel Scharon mit je zwei Regierungsbildungen. Ehud Barak und Ehud Olmert waren für die Bildung jeweils einer Regierung verantwortlich.

### Liste der Regierungen
| Nr. | Von        | Bis        | Grund *1                | Ministerpräsident                             | Koalitionspartner | Knesset    |
| --- | ---------- | ---------- | ----------------------- | --------------------------------------------- | --- | ---------- |
| 0   | 14.05.1948 | 03.02.1949 | Amtszeit                | David Ben-Gurion                              | Provisorische Regierung | 0          |
| 1   | 08.03.1949 | 15.10.1950 | Rücktritt               | David Ben-Gurion                              | Mifleget Poalei Eretz Israel (Mapai), HaChasit haDatit haMe’uchedet (Vereinigte Religiöse Front), Miflaga Progresivit (Progressive Partei), Sfaradim VeEdot Misrach (Sepharden und Gemeinschaften des Orients)                                        | 1          |
| 2   | 30.10.1950 | 14.02.1951 | Rücktritt               | David Ben-Gurion                              | Mapai, Vereinigte Religiöse Front, Progressive Partei, Sepharden und Gemeinschaften des Orients | 1          |
| 3   | 08.10.1951 | 19.12.1952 | Rücktritt               | David Ben-Gurion                              | Mapai, HaMisrachi (Geistiges Zentrum), HaPo’el haMisrachi (Arbeiter des Misrachi), Agudat Jisra’el (Agudah), Poalei Agudat Jisra’el (Die Arbeiter der Agudat-Israel)                                                                                  | 2          |
| 4   | 24.12.1952 | 06.12.1953 | Rücktritt               | David Ben-Gurion                              | Mapai, Allgemeine Zionisten, Geistiges Zentrum, Arbeiter des Misrachi, Progressive Partei | 2          |
| 5   | 26.01.1954 | 29.06.1955 | Rücktritt               | Mosche Scharet                                | Mapai, Allgemeine Zionisten, Geistiges Zentrum, Arbeiter des Misrachi, Progressive Partei | 2          |
| 6   | 29.06.1955 | 03.11.1955 | Amtszeit                | Mosche Scharet                                | Mapai, Allgemeine Zionisten, Geistiges Zentrum, Arbeiter des Misrachi, Progressive Partei | 2          |
| 7   | 03.11.1955 | 31.12.1957 | Rücktritt               | David Ben-Gurion                              | Mapai, HaMisrachi, HaPo’el haMisrachi, Mapam, Achdut haAwoda, Progressive Partei | 3          |
| 8   | 07.01.1958 | 05.07.1959 | Rücktritt               | David Ben-Gurion                              | Mapai, Nationalreligiöse Partei, Mapam, Achdut haAwoda, Progressive Partei | 3          |
| 9   | 17.12.1959 | 31.01.1961 | Rücktritt               | David Ben-Gurion                              | Mapai, Nationalreligiöse Partei, Mapam, Achdut haAwoda, Progressive Partei | 4          |
| 10  | 02.11.1961 | 16.06.1963 | Rücktritt               | David Ben-Gurion                              | Mapai, Nationalreligiöse Partei, Achdut haAwoda, Po'alei Agudat Israel | 5          |
| 11  | 26.06.1963 | 15.12.1964 | Rücktritt               | Levi Eschkol                                  | Mapai, Nationalreligiöse Partei, Achdut haAwoda, Po'alei Agudat Israel | 5          |
| 12  | 22.12.1964 | 12.01.1966 | Amtszeit                | Levi Eschkol                                  | Mapai, Nationalreligiöse Partei, Achdut haAwoda, Po'alei Agudat Israel | 5          |
| 13  | 12.01.1966 | 26.02.1969 | Tod                     | Levi Eschkol                                  | Awoda, Nationalreligiöse Partei, Mapam, Unabhängige Liberale, Po'alei Agudat Israel | 6          |
| 14  | 17.03.1969 | 15.12.1969 | Amtszeit                | Golda Meir                                    | Awoda, Gahal, Nationalreligiöse Partei, Unabhängige Liberale | 6          |
| 15  | 15.12.1969 | 10.03.1974 | Amtszeit                | Golda Meir                                    | Awoda, Gahal bis 6. August 1970, Nationalreligiöse Partei, Unabhängige Liberale | 7          |
| 16  | 10.03.1974 | 11.04.1974 | Rücktritt               | Golda Meir                                    | Awoda, Nationalreligiöse Partei, Unabhängige Liberale | 8          |
| 17  | 03.06.1974 | 22.12.1976 | Rücktritt               | Jitzchak Rabin                                | Awoda, Ratz bis 6. November 1974, Unabhängige Liberale, Nationalreligiöse Partei ab 30. Oktober 1974 | 8          |
| 18  | 20.06.1977 | 05.08.1981 | Amtszeit                | Menachem Begin                                | Likud, Schlomzion, Nationalreligiöse Partei, Agudat Jisra’el, Dasch ab 24. Oktober 1977 | 9          |
| 19  | 05.08.1981 | 10.10.1983 | Rücktritt               | Menachem Begin                                | Likud, Nationalreligiöse Partei, Agudat Jisra’el, Tami, Telem, Tehija | 10         |
| 20  | 10.10.1983 | 13.09.1984 | Misstrauensvotum        | Jitzchak Schamir                              | Likud, Nationalreligiöse Partei, Agudat Jisra’el, Tami, Telem, Tehija | 10         |
| 21  | 13.09.1984 | 20.10.1986 | Rotation                | Schimon Peres                                 | Awoda, Likud, Nationalreligiöse Partei, Agudat Jisra’el, Schas, Morascha, Schinui, Ometz | 11         |
| 22  | 20.10.1986 | 22.12.1988 | Amtszeit                | Jitzchak Schamir                              | Likud, Awoda, Nationalreligiöse Partei, Agudat Jisra’el, Schas, Schinui bis 26. Mai 1987, Ometz | 11         |
| 23  | 22.12.1988 | 15.03.1990 | Misstrauensvotum        | Jitzchak Schamir                              | Likud, Awoda bis 15. März 1990, Nationalreligiöse Partei, Schas, Agudat Jisra’el, Degel haTora | 12         |
| 24  | 11.06.1990 | 23.06.1992 | Amtszeit                | Jitzchak Schamir                              | Likud, Nationalreligiöse Partei, Schas, Agudat Jisra’el, Degel haTora, Tehija, Tsomet bis 31. Dezember 1991, Moledet bis 21. Januar 1992 | 12         |
| 25  | 13.07.1992 | 04.11.1995 | Tod                     | Jitzchak Rabin                                | Awoda, Meretz, Schas bis 14. September 1993, Ji’ud ab 9. Januar 1995 | 13         |
| 26  | 22.11.1995 | 29.05.1996 | Amtszeit                | Schimon Peres                                 | Awoda, Meretz, Ji’ud | 13         |
| 27  | 18.06.1996 | 04.01.1999 | Misstrauensvotum        | Benjamin Netanjahu                            | Likud, Gescher bis 6. Januar 1998, Tsomet, Schas, Nationalreligiöse Partei, Israel baAlija, Vereinigtes Thora-Judentum, Der dritte Weg | 14         |
| 28  | 06.07.1999 | 07.03.2001 | Rücktritt               | Ehud Barak                                    | Wahlbündnis Ein Israel, Schas, Meretz, Zentrums-Partei, Nationalreligiöse Partei, Jahadut HaTora, Israel baAlija. | 15         |
| 29  | 07.03.2001 | 28.02.2003 | Amtszeit                | Ariel Scharon                                 | Likud, Labor-Meimad, Schas, Zentrums-Partei, Nationalreligiöse Partei, Jahadut HaTora, Israel baAlija, Ichud Leumi-Jisrael Beteinu. | 15         |
| 30  | 28.02.2003 | 14.04.2006 | Amtsunfähig             | Ariel Scharon                                 | Likud bis 15. Januar 2006, Schinui bis 4. Dezember 2004, Ichud Leumi bis 6. Juni 2004, Nationalreligiöse Partei bis 11. November 2004, Awoda vom 10. Januar 2005 bis 23. November 2005, Agudat Jisra’el ab 30. März 2005, Kadima ab 23. November 2005 | 16         |
| 31  | 04.05.2006 | 10.02.2009 | Rücktritt               | Ehud Olmert                                   | Kadima, Labor-Meimad, Schas, Jisra’el Beitenu bis 18. Januar 2008, GIL | 17         |
| 32  | 31.03.2009 | 18.03.2013 | Amtszeit                | Benjamin Netanjahu                            | Likud, Jisra’el Beitenu, Schas, Awoda (bis 19. Januar 2011), haBajit haJehudi, Vereinigtes Thora-Judentum, Haatzma'ut (Awoda-Abspaltung, ab 19. Januar 2011), Kadima (9. Mai bis 19. Juli 2012)                                                       | 18         |
| 33  | 18.03.2013 | 04.12.2014 | Rücktritt               | Benjamin Netanjahu                            | Likud, Jisra’el Beitenu, Jesch Atid (bis 4. Dezember 2014), haBajit haJehudi, Hatnua (bis 4. Dezember 2014) | 19         |
| 34  | 14.05.2015 | 17.05.2020 | Rücktritt*2             | Benjamin Netanjahu                            | Likud, haBajit haJehudi, Kulanu (bis 2. Januar 2019), Schas, Vereinigtes Thora-Judentum, Jisra’el Beitenu (30. Mai 2016 bis 18. November 2018) | 20, 21, 22 |
| 35  | 17.05.2020 | 13.06.2021 | fehlender Haushaltsplan | Benjamin Netanjahu (Rotation mit Benny Gantz) | Likud, Chosen LeJisra’el, Vereinigtes Thora-Judentum, Schas, Gescher, HaBajit haJehudi, Derech Eretz, Awoda (teilweise) | 23         |
| 36  | 13.06.2021 | 23.06.2022 |                         | Naftali Bennett (Rotation mit Jair Lapid)     | Jesch Atid, Chosen LeJisra’el, HaJamin HeChadasch, Awoda, Jisra’el Beitenu, Tikwa Chadascha, Meretz, Ra'am | 24         |
| 37  | 01.07.2022 | 29.12.2022 |                         | Jair Lapid                                    | | 25         |
| 38  | 29.12.2022 |            |                         | Benjamin Netanjahu                            | | 26         |

siehe auch: 
*1 Gründe: Rücktritt: Rücktritt der Regierung, Amtszeit: Ende der Amtszeit der Regierung, Tod: Tod des Ministerpräsidenten, Misstrauensvotum: Durch die Knesset, Amtsunfähig: Die Amtsunfähigkeitserklärung des Ministerpräsidenten.
*2: Nach dem Regierungsaustritt von Jisrae'l Beitenu setzte Ministerpräsident Netanjahu Neuwahlen für April 2019 an, die keine klaren Mehrheitsverhältnisse brachten. Ein deswegen angesetzter weiterer Urnengang im September 2019 führte ebenfalls nicht zu einer Regierungsbildung. Erst nach einer dritten Wahlrunde am 2. März 2020 gelang eine Regierungsbildung. Bis zur Vereidigung dieser am 17. Mai 2020 war die 34. Regierung geschäftsführend im Amt.

## Geschichte der israelischen Regierungen

### Die linksgerichteten Koalitionen (1948–1976)

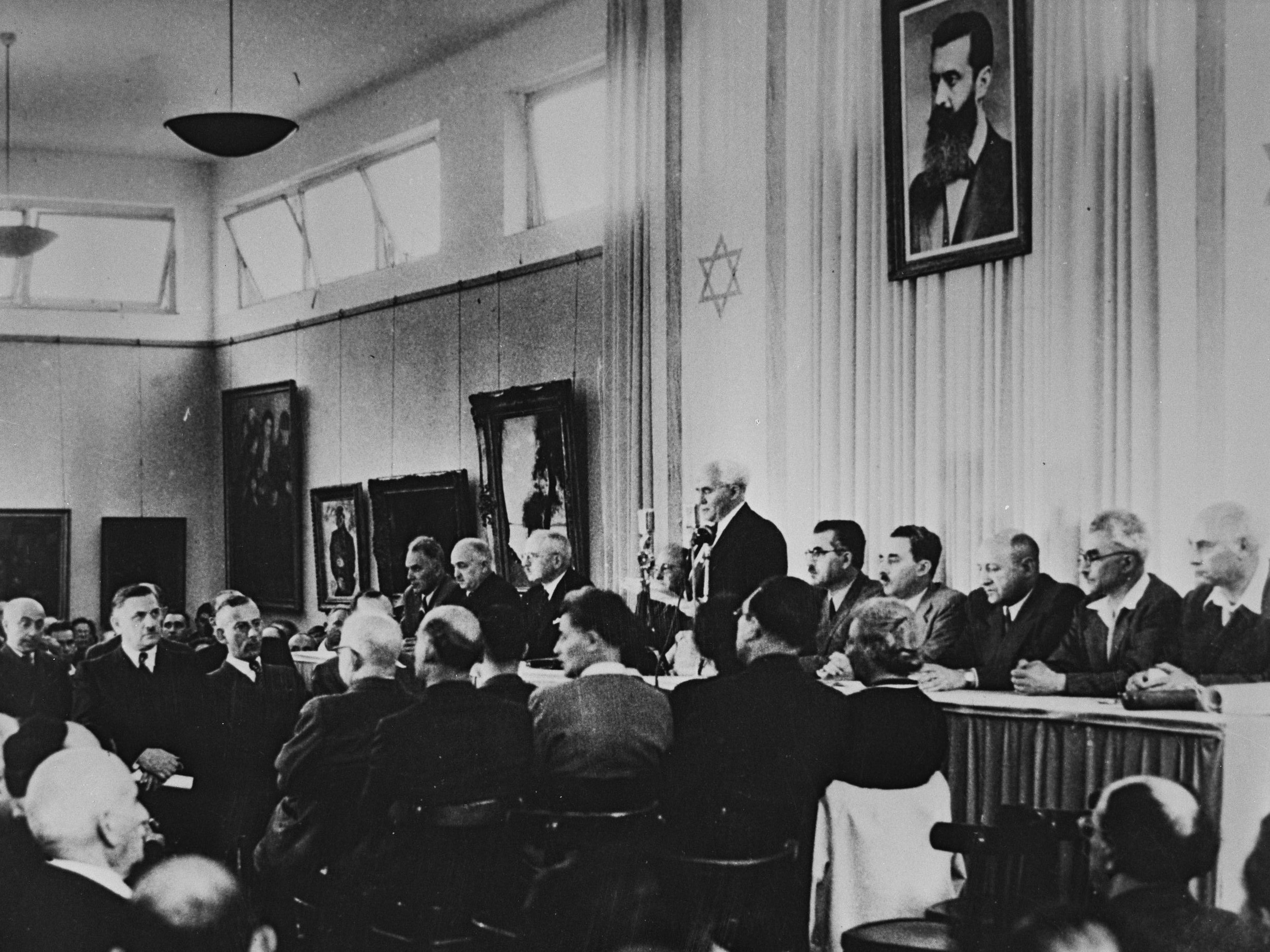
David Ben-Gurion bei der Ausrufung des Staates Israel, 1948

Mosche Scharett 1955

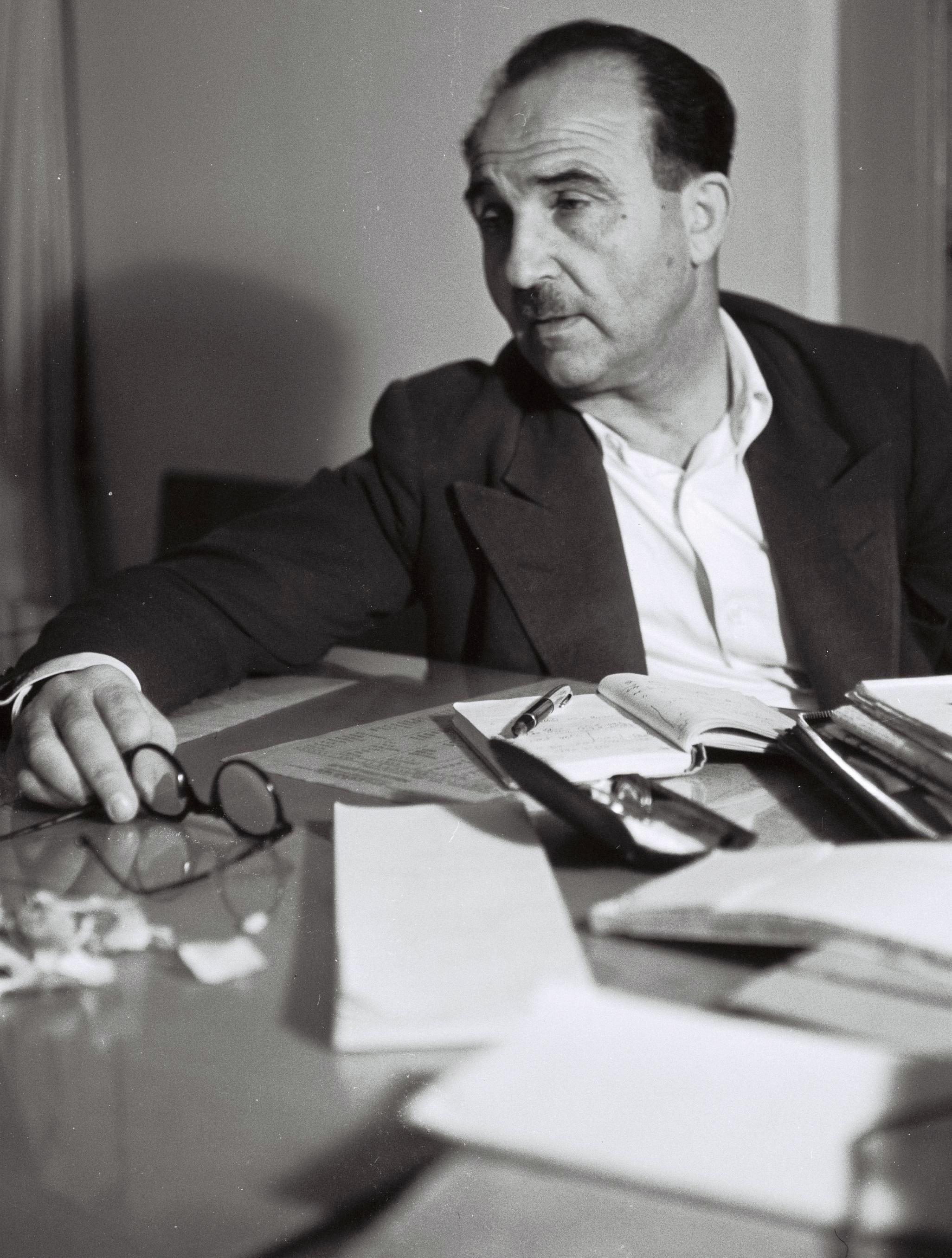
Levi Eschkol 1947

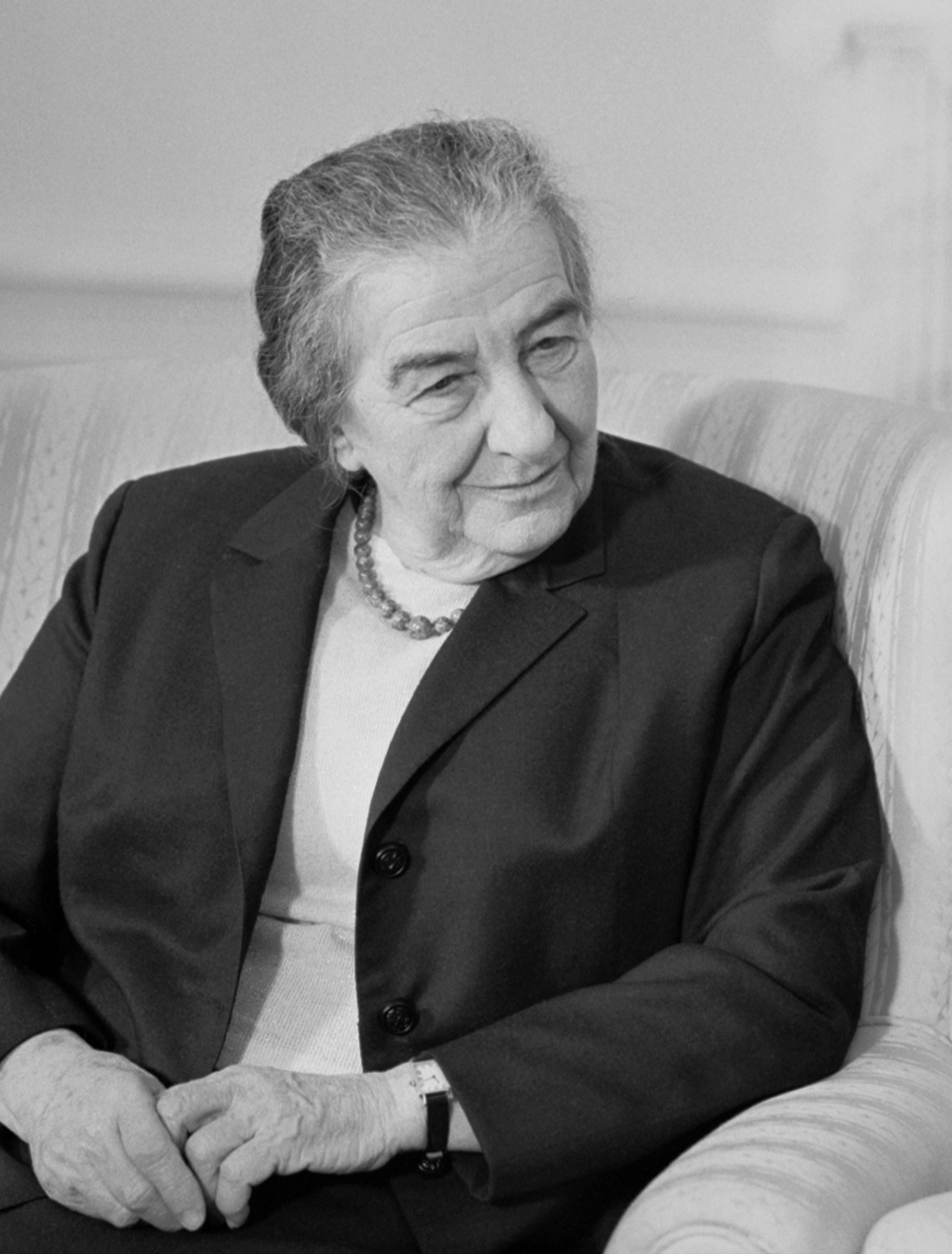
Golda Meir (1973)

Seit der Gründung Israels bis zum 19. Juni 1977 standen die israelische Arbeiterparteien Awoda und ihre Vorgängerorganisation Mapai allen Koalitionsregierungen vor.
Der Unabhängigkeitskrieg verhinderte die geplanten Wahlen zur Knesset und der provisorische Staatsrat bildete ab dem 14. Mai 1948 eine provisorische Regierung unter David Ben-Gurion. Ihre wichtigsten Verordnungen betrafen den Aufbau einer Verwaltung, die Verteidigung Israels, die Gründung der israelischen Armee und die Einführung einer eigenen Währung. Die provisorische Regierung hat auch die nationalen Symbole, Fahne und Wappen, festgelegt und sich eine Geschäftsordnung gegeben.
Nach den ersten Wahlen bildete David Ben-Gurion die erste Regierung. Er erklärte, die Koalition stünde jeder Partei offen, sofern es sich nicht um Cherut oder um Maki handelt.
Am 15. Oktober 1950 trat die erste Regierung wegen eines Streits mit der Nationalreligiösen Partei über die Ausbildung in den Transitlagern für Neueinwanderer zurück. Außerdem kam es innerhalb der Mapai zum Streit über die Auflösung des Versorgungs- und Rationierungsministeriums und über die Ernennung eines Geschäftsmanns zum Minister für Handel und Industrie.
Die zweite Regierung bildete sich wieder mit den gleichen Koalitionspartnern, trat aber bereits am 14. Februar 1951 nach einer Abstimmungsniederlage über die Vorschläge zum Unterricht von Einwanderkindern zurück. Alle Bemühungen, eine neue Regierung zu bilden, blieben erfolglos, so dass Neuwahlen stattfanden.
Die dritte Regierung trat wegen Meinungsverschiedenheiten mit den religiösen Parteien über die Stärkung des religiösen Bildungssystems zurück. David Ben-Gurion trat auch als Ministerpräsident der vierten Regierung zurück, weil er sich in den Kibbuz Sdeh Boker, Negev, zurückziehen wollte.
Sein Nachfolger Mosche Scharett bildete die fünfte Regierung, die am 29. Juni 1955 wegen des Streits mit den Allgemeinen Zionisten über Israel Kasztner zurücktrat. Israel Kasztner war Mitglied der Mapai und wurde am 22. Juni 1955 wegen Kollaboration mit den Nationalsozialisten und der Parteinahme zu ihren Gunsten in den Nürnberger Prozessen gegen die Hauptkriegsverbrecher beschuldigt.
Bis zum Ende der Legislaturperiode am 3. November 1955 bildete Mosche Scharett mit den verbliebenen Koalitionspartnern eine neue Regierung.
Nach den Wahlen zur 3. Knesset bildete David Ben-Gurion am 3. November 1955 die siebte Regierung. Das wichtigste Ereignis dieser Regierungszeit war die Sueskrise. Die Regierung trat am 31. Dezember 1957 zurück, weil Informationen aus den Kabinettssitzungen und den Koalitionsbesprechungen an die Öffentlichkeit sickerten. Das „Leck“ konnte nicht gefunden werden.
Die achte Regierung war nur kurz im Amt. Sie trat zurück, weil die Koalitionspartner Achdut haAwoda und Mapam der Regierung die Zustimmung zur Gestaltung der Beziehungen zur Bundesrepublik Deutschland verweigerten.
Nach den Wahlen zur vierten Knesset bildete David Ben-Gurion die neunte Regierung, in die er viele junge Parteimitglieder wie Mosche Dajan, Josef Tal, Abba Eban und Schimon Peres holte. Sie trat zurück, als der Ausschuss zur Lawon-Affäre seinen Abschlussbericht veröffentlichte.
Da der Ministerpräsident keine neue Regierung bilden konnte, fanden 1961 Neuwahlen statt. Nach den Wahlen konnte David Ben-Gurion auch die 10. Regierung bilden. Er trat kurze Zeit später zurück, weil er das Gefühl hatte, er besitze in der Lawon-Affäre das Vertrauen seiner Freunde und Parteigenossen nicht mehr.
Auch die 11. Regierung unter Ministerpräsident Levi Eschkol trat im Zusammenhang mit der Lawon-Affäre zurück. Die 12. Regierung blieb bis zum Ende der Legislaturperiode im Amt. Nach den sechsten Parlamentswahlen 1965 konnte Levi Eschkol weiter regieren, obwohl seine Partei geschwächt aus der Wahl hervorging.
Während dieser Regierungszeit trat am Vorabend des für Israel siegreichen Sechstagekriegs der Gahal-Block der ersten nationalen Einheitsregierung bei. Die Mitglieder der Gahal Joseph Saphir und Menachem Begin wurden Minister ohne Geschäftsbereich. Nach dem Krieg folgte eine Terrorwelle der PLO mit Entführungen und Anschlägen. Levi Eschkol regierte bis zu seinem Tod am 26. Februar 1969. Für die restliche Legislaturperiode konnte Golda Meir die 14. Regierung bilden.
Aus den folgenden Wahlen zur siebten Knesset 1969 konnte ihre Partei siegreich hervorgehen, und sie bildete die 15. Regierung mit den gleichen Koalitionspartnern. Am 6. August 1970 verließ der Gahal-Block die Regierung.
Am 6. Oktober 1973 begann mit einem Überraschungsangriff von Ägypten und Syrien der Jom-Kippur-Krieg. Der Krieg führte zu einer Traumatisierung der israelischen Öffentlichkeit, die die außenpolitische Bedrohung kaum wahrgenommen hatte.
Obwohl sie die am 31. Dezember 1973 stattfindenden Wahlen zur Knesset trotz Verlusten noch für sich entscheiden konnte, zwangen die Vorwürfe im Bericht der Agranat-Kommission die Regierungschefin Golda Meir nach nur einem Monat am 11. April 1974 zum Rücktritt.
Ihr Nachfolger wurde Jitzchak Rabin. Er war der erste im Land geborene Ministerpräsident. Schimon Peres wurde Verteidigungsminister und war seither eine zentrale Persönlichkeit in der Arbeiterpartei und in der israelischen Politik. Die Regierung trat am 22. Dezember 1976 zurück, nachdem die Nationalreligiöse Partei bei einer Abstimmung nicht zugestimmt hatte und ihre Minister die Regierung verlassen hatten. Die Regierung blieb aber noch bis 19. Juni 1977 geschäftsführend im Amt.

### Die Koalitionen des Likud (1977–1992)

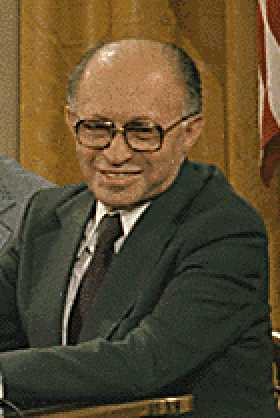
Menachem Begin

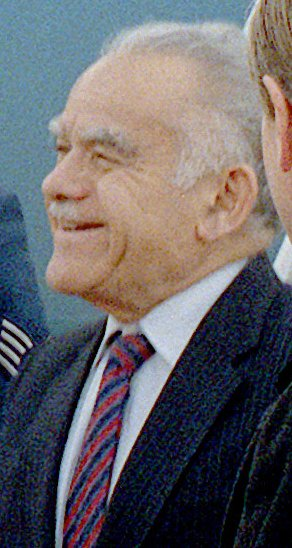
Jitzhak Schamir

Die 18. Regierung wurde von Menachem Begin am 20. Juni 1977 gebildet. Er war der erste Ministerpräsident des Likud und beendet eine fast dreißigjährige Herrschaft der Awoda bzw. ihrer Vorgängerpartei, der Mapai. Die Awoda musste bei den Parlamentswahlen vom 17. Mai 1977 einen Verlust von 15 Prozent Stimmenanteil hinnehmen.
Das Image der Awoda war unter anderem wegen der ständigen Querelen zwischen Ministerpräsident Jitzchak Rabin und Verteidigungsminister Schimon Peres beschädigt. Auch enthüllte die Haaretz, dass Leah Rabin ein Bankkonto in den USA besaß, was nach damaligem israelischem Recht nicht erlaubt war. Die Dasch, die erstmals an einer Wahl zur Knesset teilnahm, erreichte auf Anhieb 15 Mandate und trat am 24. Oktober 1977 in die Regierung ein.
Die wichtigsten Ereignisse dieser Regierungszeit waren die Rede des ägyptischen Präsidenten Anwar as-Sadat in der Knesset, die Verleihung des Friedensnobelpreises 1978, des ersten an einen israelischen Staatsbürger, und die Unterzeichnung des Israelisch-ägyptischen Friedensvertrags am 26. März 1979 zwischen Menachem Begin und Anwar as-Sadat. Es ist der erste Friedensvertrag zwischen Israel und einem arabischen Staat.
Der Likud konnte auch die nächsten Wahlen zur Knesset am 30. Juni 1981 gewinnen, und Menachem Begin blieb bis zu seinem Rücktritt im Sommer 1983 Ministerpräsident. Sein Verteidigungsminister wurde Ariel Scharon. In dieser Regierungszeit begann die Operation Frieden für Galiläa. Besondere Aufmerksamkeit hatte die Kahan-Kommission zur Aufklärung einer israelischen Mitverantwortung an den Massakern von Sabra und Schatila, die zum Rücktritt des Verteidigungsministers und des Chefs des Generalstabes Rafael Eitan führte.
Nach dem Rücktritt wurde der bisherige Außenminister Jitzchak Schamir ab dem 10. Oktober 1983 Ministerpräsident der 20. Regierung. Nachdem er im Frühjahr 1984 ein Misstrauensvotum im Parlament verloren hatte, fanden im Juli desselben Jahres Neuwahlen statt.
Bei den Wahlen zur elften Knesset 1984 konnte weder der Likud noch die Awoda eine Mehrheit erringen. Auch gelang es keiner der beiden Parteien, eine Koalition zu bilden. In wochenlangen schwierigen Verhandlungen einigte man sich, eine Regierung der nationalen Einheit zu bilden, mit einer Rotation des Ministerpräsidenten mit dem Außenminister, der auch Vize-Ministerpräsident war.
Während der ersten 25 Monate der Großen Koalition war Schimon Peres Ministerpräsident der 21. Regierung. Am 20. Oktober 1986 wechselten die Positionen und Jitzhak Schamir wurde Ministerpräsident.
Auch nach den Wahlen zur zwölften Knesset 1988 kam es zu einer neuen Regierung der nationalen Einheit, allerdings ohne einen Wechsel im Amt des Ministerpräsidenten. Jitzhak Schamir blieb Ministerpräsident, auch nachdem die Awoda die Regierung am 15. März 1990 wegen einer Meinungsverschiedenheit über eine Friedensinitiative des amerikanischen Außenministers James Baker verließ. Es gelang dem Likud, neue Koalitionspartner aus den religiösen und nationalen Parteien zu gewinnen.
Diese 24. Regierung blieb bis zum Ende der Amtszeit von Jitzhak Schamir am 23. Juni 1992 im Amt. In diese Regierungszeit fielen ab 18. Januar 1991 der Beschuss durch den Irak mit R-17-Raketen während des Zweiten Golfkriegs, die am 30. Oktober 1991 beginnende Madrider Konferenz und die Operation Salomon, die 14.325 äthiopische Juden nach Israel brachte.

### Der Zweikampf: Awoda und Likud (1992–2005)

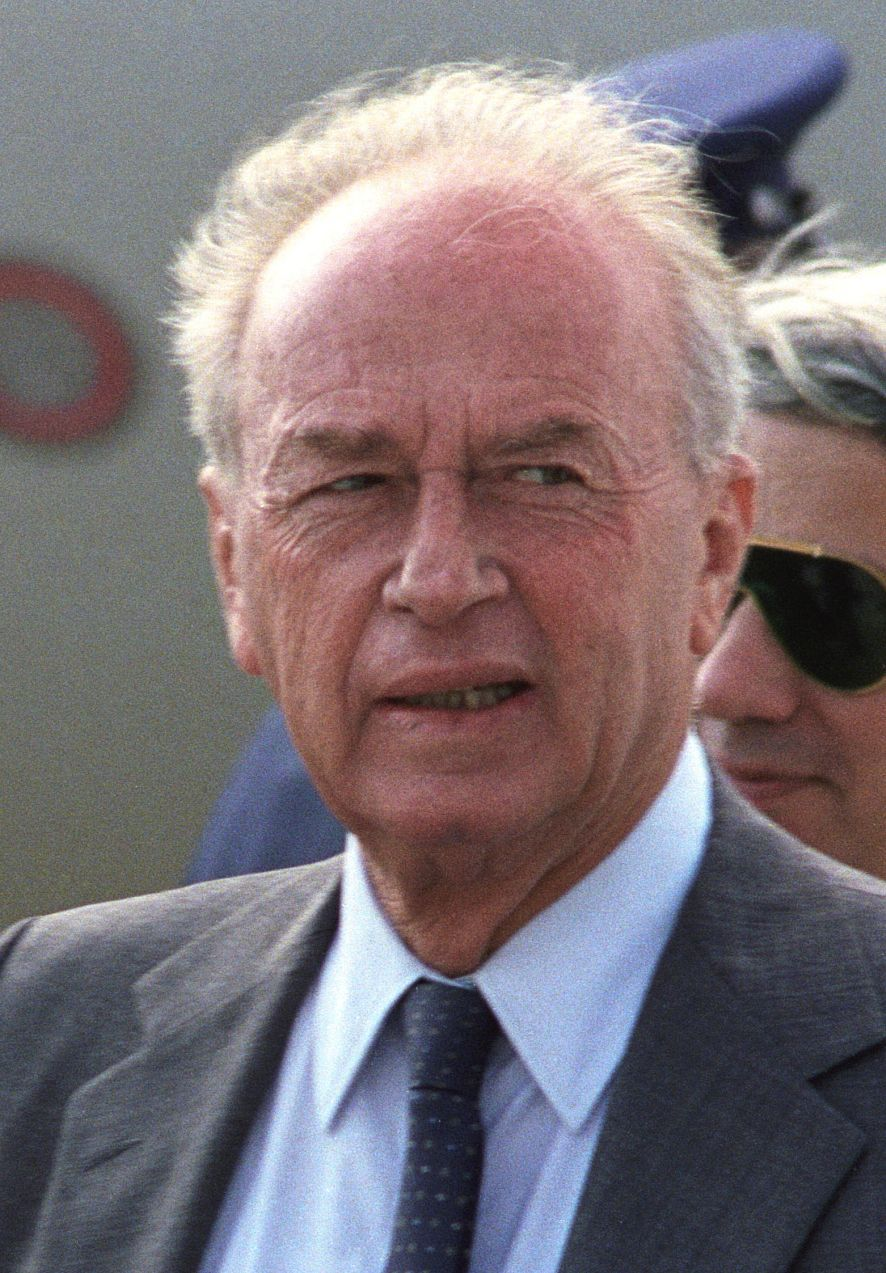
Jitzchak Rabin, 1986

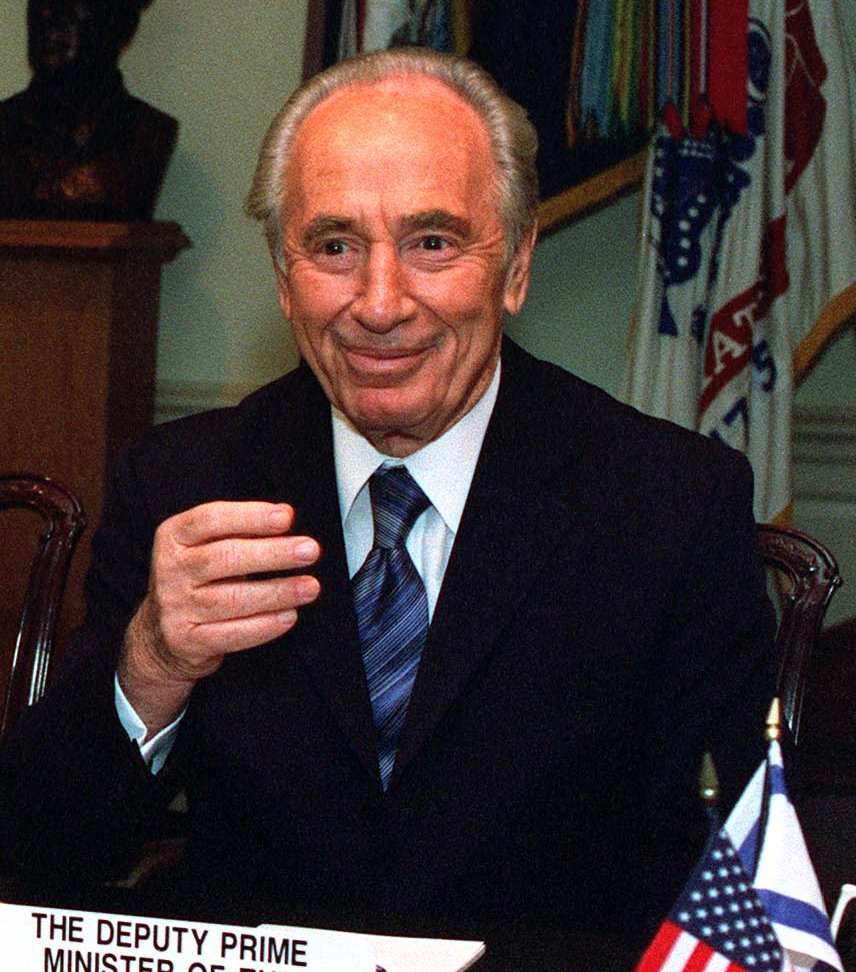
Schimon Peres, 2001

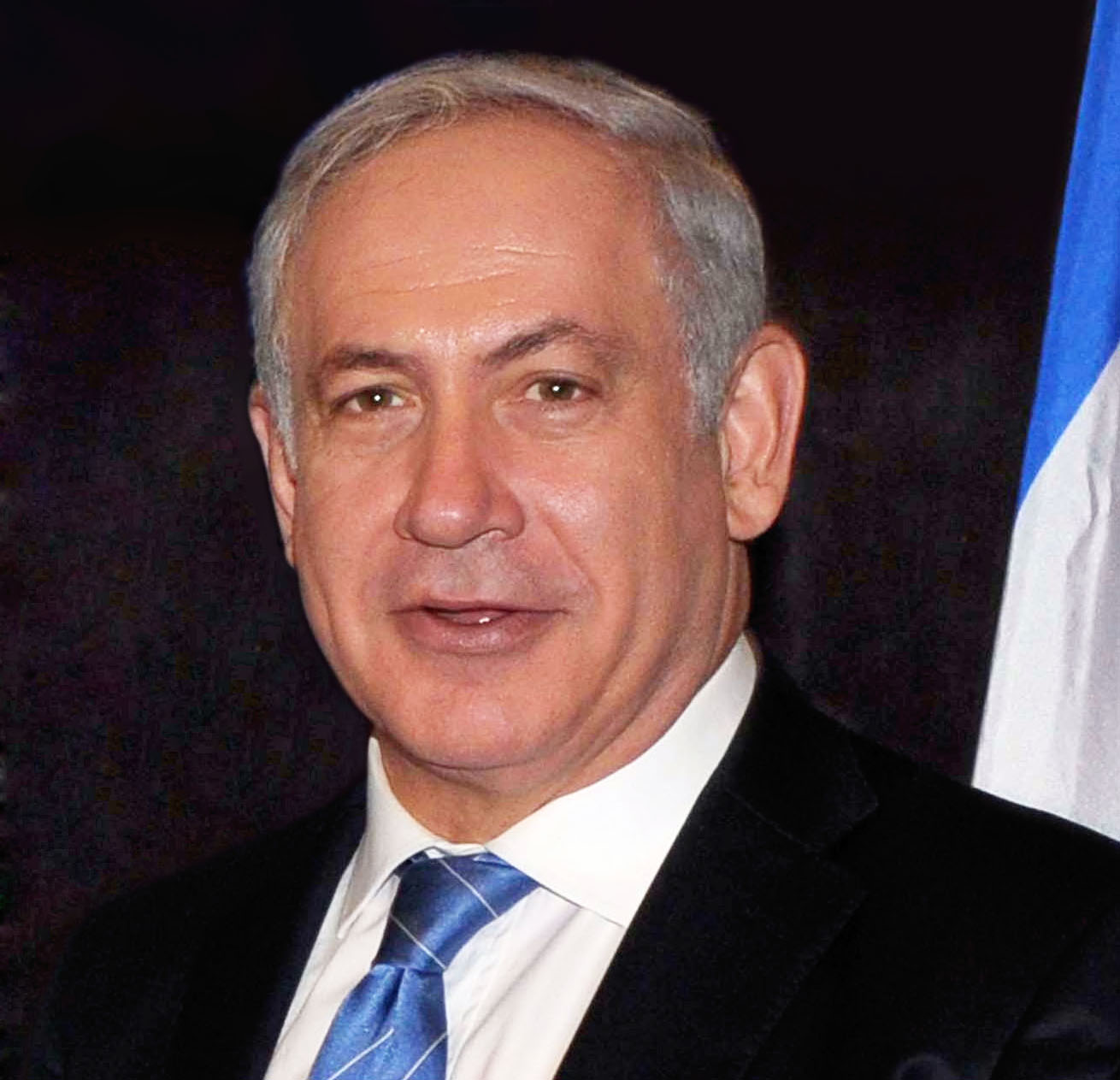
Benjamin Netanjahu, 2010

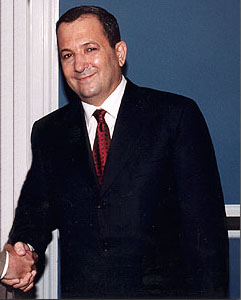
Ehud Barak

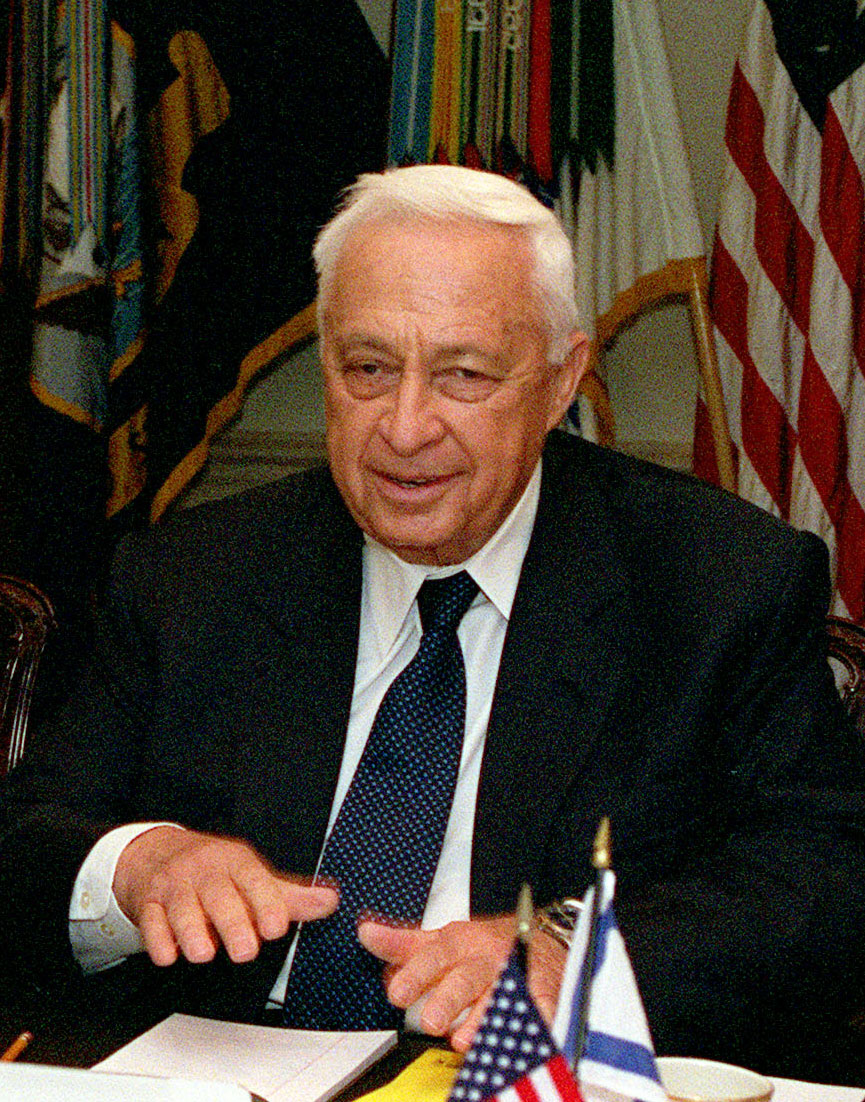
Ariel Scharon 2001

In den am 13. Juni 1992 durchgeführten Wahlen konnte die Awoda aufgrund von Querelen in der Führung des Likud einige Mandate hinzugewinnen. Der führende Politiker der Awoda, Jitzchak Rabin, der Schimon Peres als Parteichef abgelöst hatte, weil man durch ihn einen höheren Zuspruch bei den Wähler erhoffte, bildete eine Koalitionsregierung mit der Meretz-Partei und der Schas. Die Koalition erhielt die Unterstützung der arabischen und kommunistischen Parteien. Die Schas verließ später die Koalition und ließ Rabin mit einer Minderheitsregierung zurück, die von den Stimmen der arabischen und kommunistischen Parteien in der Knesset abhängig war.
Die wichtigsten Ereignisse der Regierung waren die Abkommen mit der Palästinensische Befreiungsorganisation, PLO: Das am 13. September 1993 abgeschlossene Abkommen Oslo I, am 4. Mai 1994 das Gaza-Jericho-Abkommen und das am 24. September 1995 das Abkommen Oslo II. Dafür bekam Jitzchak Rabin als zweiter israelischer Regierungspräsident den Friedensnobelpreis. Mit ihm wurden sein Außenminister Schimon Peres und der Vorsitzende der PLO, Jassir Arafat ausgezeichnet.
Jitzchak Rabin wurde am 4. November 1995 wegen seiner Politik des Friedens mit den Palästinensern von Jigal Amir auf dem Platz der Könige Israel, heute Rabin-Platz, in Tel Aviv ermordet.
Schimon Peres, der bisherige stellvertretende Ministerpräsident und Außenminister, wurde erneut Ministerpräsident und setzte die Politik von Jitzchak Rabin fort. Er gründete mit den bisherigen Koalitionsmitgliedern die 26. Regierung. Er versuchte, die Friedenspolitik weiter voranzutreiben, und betrieb eine liberale Wirtschaftspolitik. Das Oslo-Abkommen sollte in die Tat umgesetzt werden, was eine militärische Umgruppierung im Westjordanland und die ersten palästinensischen Wahlen vom 20. Januar 1996 einschloss.
Weil er breite öffentliche Unterstützung erfuhr, in den Umfragen einen klaren Vorsprung vor dem relativ unerfahrenen Vorsitzenden des Likud Benjamin Netanjahu hatte und er ein eigenes Mandat haben wollte, rief Schimon Peres nach nur drei Monaten im Amt Neuwahlen aus. Diese hätten ansonsten erst Ende Oktober 1996 abgehalten werden müssen. Es waren die ersten Wahlen in der Geschichte des Staates Israel, in denen der Ministerpräsident direkt gewählt werden sollte und nicht mehr von der Knesset.
Im späten Februar und frühen März des Jahres 1996 kam es zu einer Serie von Selbstmordattentaten durch palästinensische Terroristen, die ca. 60 Israelis das Leben kosteten. Es kam zu verstärkten Angriffen aus dem südlichen Libanon, von wo aus Katjuscha-Raketen gegen Nordisrael abgeschossen wurden. Dies hatte einen ernsthaften Verlust der öffentlichen Unterstützung für Schimon Peres und Zweifel am Friedensprozess zur Folge. Diese Situation wurde außerdem dadurch verschärft, dass trotz des starken wirtschaftlichen Wachstums, ausgelöst durch die Immigration und den Friedensprozess, die sozialen und wirtschaftlichen Unterschiede weiter wuchsen.
Aus der ersten Direktwahl des Ministerpräsidenten in der israelischen Geschichte ging der Vorsitzende des Likud, Benjamin Netanjahu, als knapper Sieger hervor. Sein Vorsprung betrug nur 30.000 Stimmen, was einem Prozent entsprach. Mit dieser Wahlniederlage war Schimon Peres der bisher einzige israelische Regierungspräsident, der nie eine Wahl gewinnen konnte. Er war zweimal Ministerpräsident, ohne vom Volk gewählt zu sein.
Benjamin Netanjahu bildete ab dem 18. Juni 1996 die 27. israelische Regierung, eine rechtsorientierte Koalition, die versprach, den Friedensprozess weiterzuführen, aber die Sicherheit Israels an die erste Stelle zu setzen und von der Gegenseitigkeit friedlichen Handlungen und eine Bekämpfung des Terrors einzufordern. Seine Koalition bestand neben dem Likud aus den Parteien Tsomet und Gescher, sowie den drei religiösen Parteien (Schas, Nationalreligiöse Partei (Mafdal) und Vereinigtes Thora-Judentum) und aus den eher gemäßigten Parteien HaDerech HaSchlischit und der Einwandererpartei Jisrael b'Alijah.
Die Gescher-Partei trat im Januar 1998, wegen des Rücktritts ihres Führers David Levy vom Posten des Außenministers, aus der Koalition aus.
Anhaltende Schwierigkeiten innerhalb der Koalitionsregierung, die sich auch in den Verhandlungen über den Haushalt für das Jahr 1999 zeigten, sorgten dafür, dass die Knesset am 4. Januar 1999 ein Gesetz für ihre vorzeitige Auflösung verabschiedete.
Die Neuwahl wurde am 17. Mai 1999 abgehalten.
Der Parteichef der Awoda, der ehemalige General Ehud Barak, bildete mit David Levys Partei Gescher und der Meimad um den Rabbiner Michael Melchiors, beides Parteien mit sozialer Grundlage, das Wahlbündnis Ein Israel. Er nahm die Dienste eines Beraters von US-Präsident Bill Clinton in Anspruch, um einen professionellen, strategisch geplanten Wahlkampf um das Amt des Ministerpräsidenten zu führen. Nach seinem landesweiten Erdrutschsieg bildete er eine breite Koalition.
Er zog u. a. die israelischen Truppen aus dem Libanon ab und wollte die Verhandlungen mit den Palästinensern wieder aufnehmen. Nachdem die Verhandlungen von Camp David an der Unnachgiebigkeit der Palästinenser gescheitert waren und die Zahl der Selbstmordattentate zugenommen hatte, verlor Barak wie schon Peres 1995 an Vertrauen und verlor die angesetzten Neuwahlen.
Im Laufe der zweiten Hälfte des Jahres 2000 und nach Ausbruch der Zweiten Intifada sowie der damit verbundenen negativen wirtschaftlichen Belastungen verlor Barak nach und nach seine Koalitionspartner und die Unterstützung in der israelischen Öffentlichkeit. Im Dezember 2000 trat er zurück.
Am 6. Februar 2001 wurden die Wahlen um das Amt des Ministerpräsidenten abgehalten, die Ehud Barak gegen seinen Rivalen Ariel Sharon vom Likud verlor. Es war die letzte Direktwahl um das Amt des Ministerpräsidenten.
Die Wahlen zur Knesset vom 17. Februar 2001 führten zu einer Koalition der nationalen Einheit, die von dem Likud-Politiker Ariel Scharon angeführt wurde und anfangs die Awoda (Außenminister Schimon Peres, Verteidigungsminister Benjamin Ben Eliezer) einschloss.
Während der 29. Regierung wurde am 23. Oktober 2001 mit dem israelischen Tourismusminister Rechaw’am Ze’ewi erstmals ein Mitglied der israelischen Regierung im Israelisch-palästinensischen Konflikt ermordet.
Nach den gewonnenen Neuwahlen vom Januar 2003 verfolgte Ariel Scharon an der Spitze der 30. Regierung, einer Koalition aus rechtsgerichteten Parteien, eine Politik der harten Hand. Sie bestand aus dem Baubeginn der israelischen Sperranlagen zum Schutz vor Terroranschlägen, der gezielte Liquidierung von Extremisten, aber auch den Abbau von israelischen Siedlungen im Gaza-Streifen und dem Westjordanland.
Seine Koalition zerbrach am Widerstand der religiösen Schas gegen Israels einseitigen Abkoppelungsplan, auch Scharon-Plan genannt, und der liberalen Schinui gegen die Haushaltspolitik. Um seinen Abzugsplan umsetzen zu können, bildete Ariel Scharon ab 10. Januar 2005 erneut eine Große Koalition mit der Awoda unter Schimon Peres, der Außenminister wurde.
Am 9. August 2005 trat der Finanzminister, das Likud-Mitglied Benjamin Netanjahu, wegen des Streits über den Scharon-Plan zurück.
Da innerhalb des Likud der Scharon-Plan umstritten war und er die Unterstützung seiner Partei nicht mehr sicher hatte, trat Ariel Scharon am 21. November 2005 als amtierender Ministerpräsident aus dem Likud aus. Dies gilt als einmalig innerhalb einer stabilen und westlich orientierten Demokratie.
Er wurde Vorsitzender der am 28. November 2005 gegründeten Partei Kadima und blieb Ministerpräsident.

### Die Koalitionen der Kadima (2006–2009)

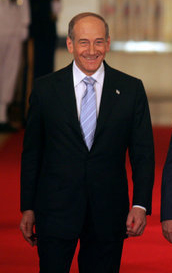
Ehud Olmert 2009

Der neuen Partei von Ministerpräsident Ariel Scharon, Kadima, schlossen sich weitere prominente Politiker an, darunter Schimon Peres von der Awoda.
Der neue Vorsitzende der Awoda, Amir Peretz, trat aus der Koalition aus. Dies zwang Ariel Scharon, nachdem er keinen adäquaten neuen Koalitionspartner gefunden hatte, Ende 2005 dazu, den Staatspräsidenten zu bitten, das Parlament aufzulösen und eine Neuwahl anzusetzen.
Der Ministerpräsident erlitt am 18. Dezember 2005 im Wahlkampf einen leichten Schlaganfall. Am 4. Januar 2006 fiel er in ein Wachkoma. Ehud Olmert übernahm die Amtsgeschäfte.
Die Wahl zur Knesset am 28. März 2006 war die fünfte Wahl in zehn Jahren. Ehud Olmert brachte eine Koalition aus zunächst vier Parteien zustande. Im Sommer 2008 wurden gegen ihn Korruptionsvorwürfe erhoben. Am 17. September 2008 wurde Außenministerin Tzipi Livni zur neuen Vorsitzenden der Kadima gewählt; vier Tage später erklärte Ehud Olmert seinen Rücktritt als Ministerpräsident.
Versuche von Tzipi Livni, die Koalitionsregierung als neue Ministerpräsidentin fortzusetzen, scheiterten am Widerstand der ultra-orthodoxen Schas-Partei. Deshalb ordnete der Staatspräsident Schimon Peres eine Neuwahl zur Knesset für den 10. Februar 2009 an.
Olmert blieb als geschäftsführender Ministerpräsident im Amt.

### Die Koalitionen des Likud (2009–2021)

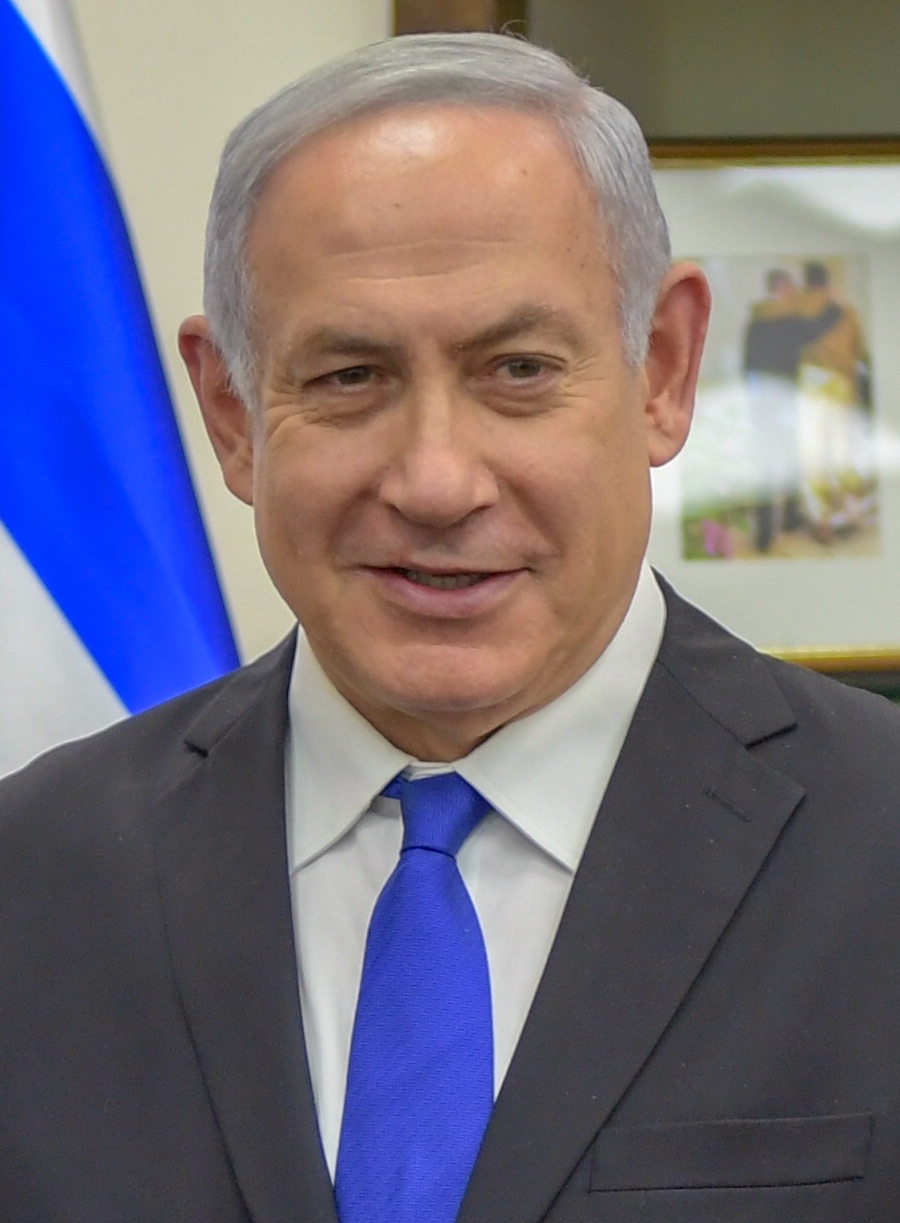
Benjamin Netanjahu (2018)

Nach den israelischen Parlamentswahlen 2009 erhielt zunächst Tzipi Livni, als Parteivorsitzende der stärksten Partei Kadima, vom Staatspräsidenten den Auftrag, eine neue Regierung zu bilden. Nachdem ihre Gespräche mit möglichen Koalitionspartnern zu keinem Ergebnis geführt hatten, konnte Benjamin Netanjahu eine neue Regierung bilden.
Seiner neuen Regierung, der 32., gehörten sechs Parteien an: Likud, Jisra’el Beitenu, Schas, Awoda, HaBajit haJehudi und Vereinigtes Thora-Judentum; sie umfasste 30 Kabinettsmitglieder.
Nachdem sich die Regierungskoalition nicht auf einen gemeinsamen Haushalt hatte einigen können, fanden am 22. Januar 2013 vorgezogene Neuwahlen statt. Nach rund zweimonatigen Verhandlungen wurde am 15. März 2013 eine Koalitionsvereinbarung zwischen dem Bündnis Likud-Beitenu unter der Führung von Benjamin Netanjahu, der Partei Jesch Atid von Jair Lapid, Naftali Bennets rechtsgerichteter Siedlerpartei HaBajit haJehudi („Jüdisches Heim“) und der Hatnua-Partei von Tzipi Livni unterzeichnet. Israels 33. Regierung stellt 68 der 120 Sitze in der Knesset und besteht seit ihrer Vereidigung am 18. März 2013 aus 22 Ministern und 8 stellvertretenden Ministern.
Nachdem eine Regierungskrise im Dezember 2014 mit einer Entlassung Jesch Atid angehörenden Minister geendet hatte und sich die Knesset aufgelöst hatte, kam es am 17. März 2015 erneut zu einer vorgezogenen Wahl, die einen Erfolg für Netanjahus Likud brachte. Netanjahus neue Koalitionsregierung aus Likud, Kulanu, Schas, HaBajit haJehudi und Vereinigtem Thora-Judentum, die am 14. Mai 2015 ihr Amt antrat, verfügte mit 61 der 120 Sitze zunächst nur über eine knappe Parlamentsmehrheit. Im Mai 2016 trat Jisra’el Beitenu in die Regierung ein, wodurch diese über 67 Sitze verfügte.
Nach drei aufeinander folgenden Wahlen trat am 17. Mai 2020 Netanjahus fünfte Koalitionsregierung an mit unter anderem Netanjahus Likud und Benny Gantz Chosen LeJisra’el, den großen religiösen Parteien Vereinigtes Thora-Judentum und Schas, und vier kleinen anderen Parteien.

### Kabinett Bennett-Lapid (2021 bis Dezember 2022)
Kurzzeitig regierte 2021 bis Dezember 2022 das Kabinett Bennett-Lapid.

### Die Koalition des Likud (ab Dezember 2022)
Im Dezember 2022 trat das Kabinett Netanjahu VI an, das aus rechtsgerichteten und religiösen Parteien besteht.

## Trivia
Neben dem hier beschriebenen Kabinett, der Regierung, gibt es noch das Sicherheitskabinett (hebräisch הקבינט המדיני-ביטחוני HaKabinet haMedini-Bitachoni), ein kleineres Forum von Kabinettsmitgliedern, das über Verteidigung und Außenpolitik entscheidet und aus bis zu der Hälfte der Kabinettsmitglieder bestehen kann, und das Küchenkabinett (hebräisch המטבחון HaMitbahon), eine Ansammlung leitender Beamten oder inoffizieller Berater des Sicherheitskabinettes.